# H. Cegielski – Poznań
A H. A Cegielski - Poznań S.A. egy lengyel gyártó vállalat Poznań városában. A vállalatot helyben Ceglorz néven ismerik, és 1923 óta használja a HCP szimbólumot is. A kommunizmus bukása után a Cegielski részvénytársasággá alakult. Jelenleg több nemzetközi tanúsítvánnyal rendelkezik (ISO 9001, ISO 14001). 1994-ben a poznańi nemzetközi vásáron aranyérmet kapott.

## Története

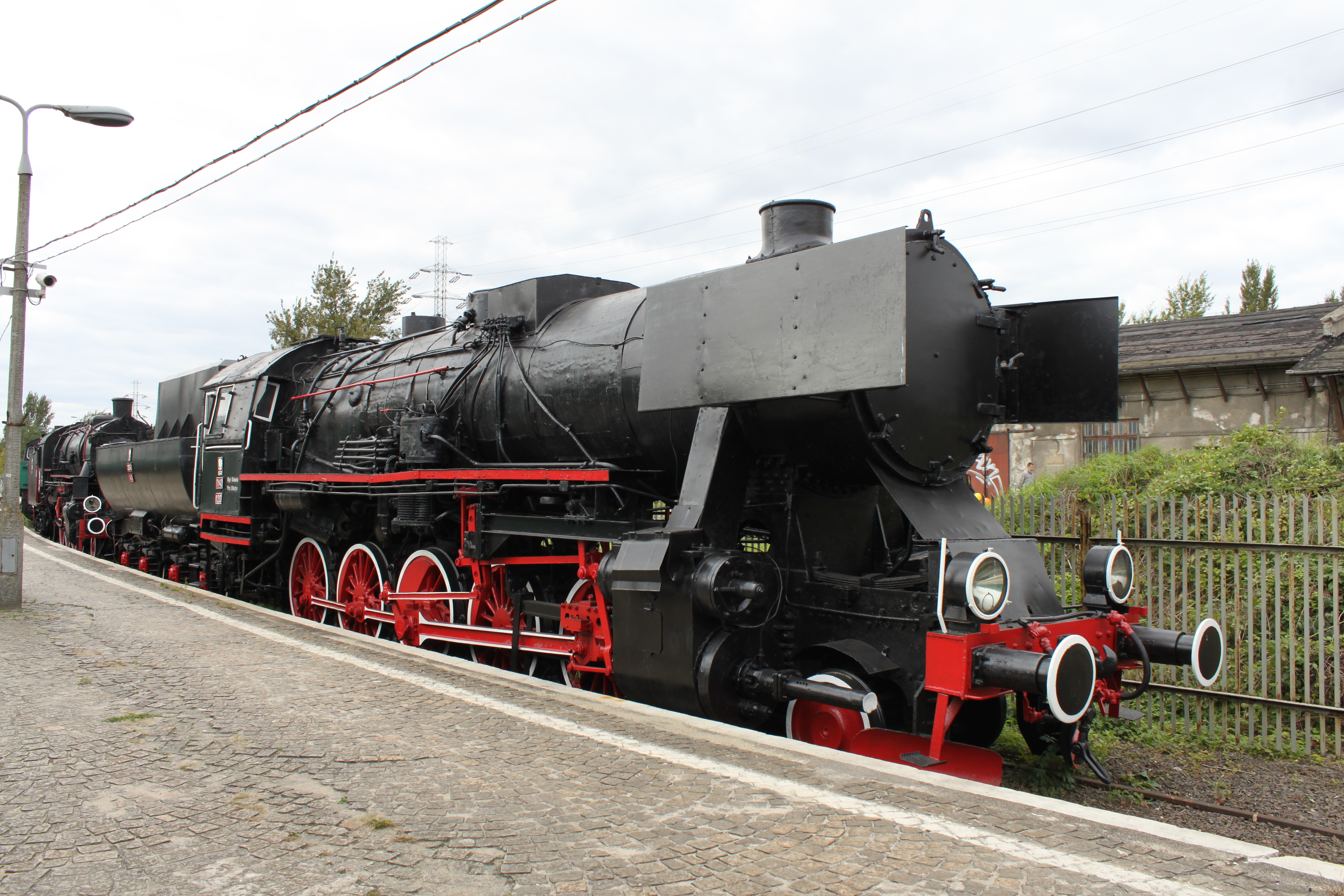
Ty42-es Cegielski-mozdony a varsói Vasúttörténeti Múzeumban

A vállalatot Hipolit Cegielski alapította 1846-ban Poznańban. A Hotel Bazarban lévő kis műhelyből nagy gyárrá nőtte ki magát, amely először mezőgazdasági mechanikus szerszámokat és járműveket, gőztraktorokat, gőzmozdonyokat és vasúti kocsikat, villamosokat és katonai felszereléseket javított, majd épített. A vállalat 1869-ben már saját gőzgépeket gyártott, és több mint 300 munkást foglalkoztatott.
1880-ban Hipolit fia, Stefan Cegielski átnevezte a vállalatot "H. Cegielski poznańi Mezőgazdasági Gépek és Berendezések Gyára" névre (Fabryka Machin i Urządzeń Rolniczych H. Cegielski w Poznaniu). 1889-ben családi vállalkozásból magántulajdonban lévő társasággá alakult át, és a neve "H. Cegielski Részvénytársaság Poznańban" lett (H. Cegielski Towarzystwo Akcyjne w Poznaniu). A vállalat folyamatosan növekedett, 1917-ben 490 főt, 1920-ban 990 főt, 1923-ban pedig több mint 5000 főt foglalkoztatott, bár a nagy gazdasági világválság miatt leépítésre és a termelés lassítására kényszerült. Az 1930-as évek végén a vállalat a katonai felszerelések (tüzérségi ágyúk és légvédelmi keresőfények) gyártásával is foglalkozott.
A második világháború alatt a vállalatot elkobozták és átadták a Deutsche Waffen und Munitionsfabriken-nek, és a Cegielski gyárakat a német hadigépezet számára különböző berendezések gyártására használták.

### A második világháború után
A háború után a Lengyel Népköztársaság kommunista kormánya átnevezte (1953-ban) a vállalatot "Poznańi Joszif Sztálin Fémgyár" névre (Zakłady Metalowe im. Józefa Stalina w Poznaniu, ZISPO). 1956-ban a Cegielski gyárában és több más nagy poznańi gyárban kezdődött sztrájk a kommunista kormány elleni első tömeges tiltakozáshoz vezetett, amely a poznańi 1956-os tüntetések néven vált ismertté. A tiltakozások és az azt követő politikai olvadás után a vállalat visszakapta eredeti nevét: H. Cegielski Poznańi Fémipari Komplexum, Nemzeti Vállalat (Zakłady Przemysłu Metalowego H. Cegielski w Poznaniu, Przedsiębiorstwo Państwowe). Az 1950-es években a vállalat felhagyott a gőzgépek gyártásával is, helyette nyugati licenceket szerzett hajómotorokra, például az MS Mihail Lermontovban használt Sulzer dízelmotorokra.
A kommunizmus bukása után a Cegielski részvénytársasággá alakult. Jelenleg több nemzetközi tanúsítvánnyal rendelkezik (ISO 9001, ISO 14001). 1994-ben a poznańi nemzetközi vásáron aranyérmet kapott.